# Roxana Cocoș
Roxana Cocoș (n. 5 iunie 1989, București, România) este o halterofilă română. Este legitimată la clubul CS Steaua București.
A câștigat medalia de argint la Jocurile Olimpice de vară din 2012, categoria 69 kg.  În 2020, româncei i-a fost retrasă medalia cucerită la Jocurile Olimpice din 2012 pentru folosirea unor steroizi anabolizanți.

## Palmares
- Campionatul European de Haltere 2008: Argint la categoria 58 kg.
- Campionatul European de Haltere 2010: Bronz la categoria 63 kg.
- Campionatul European de Haltere 2012: Bronz la Smuls și Argint la Aruncat și Total categoria 69 kg